# Saiguède
Saiguède (en occitan gascon Següeda) est une commune française située dans le nord du département de la Haute-Garonne, en région Occitanie.
Sur le plan historique et culturel, la commune est dans le Pays toulousain, qui s’étend autour de Toulouse le long de la vallée de la Garonne, bordé à l’ouest par les coteaux du Savès, à l’est par ceux du Lauragais et au sud par ceux de la vallée de l’Ariège et du Volvestre. Exposée à un climat océanique altéré, elle est drainée par le ruisseau de Bajoly, le ruisseau de Mescurt et par divers autres petits cours d'eau. La commune possède un patrimoine naturel remarquable composé de deux zones naturelles d'intérêt écologique, faunistique et floristique.
Saiguède est une commune rurale qui compte 798 habitants en 2022, après avoir connu une forte hausse de la population depuis 1968. Elle fait partie de l'aire d'attraction de Toulouse. Ses habitants sont appelés les Saiguédiens ou  Saiguédiennes.

## Géographie

### Localisation
La commune de Saiguède se trouve dans le département de la Haute-Garonne, en région Occitanie.
Elle se situe à 25 km à vol d'oiseau de Toulouse, préfecture du département, à 17 km de Muret, sous-préfecture, et à 13 km de Plaisance-du-Touch, bureau centralisateur du canton de Plaisance-du-Touch dont dépend la commune depuis 2015 pour les élections départementales.
La commune fait en outre partie du bassin de vie de Saint-Lys.
Les communes les plus proches sont : 
Bonrepos-sur-Aussonnelle (1,9 km), Saint-Lys (3,2 km), Lias (3,8 km), Sainte-Foy-de-Peyrolières (4,0 km), Empeaux (4,6 km), Fontenilles (4,6 km), Saint-Thomas (5,2 km), Cambernard (6,7 km).
Sur le plan historique et culturel, Saiguède fait partie du pays toulousain, une ceinture de plaines fertiles entrecoupées de bosquets d'arbres, aux molles collines semées de fermes en briques roses, inéluctablement grignotée par l'urbanisme des banlieues.
Saiguède est limitrophe de cinq autres communes.
Les communes limitrophes sont  Bonrepos-sur-Aussonnelle, Fontenilles, Saint-Lys, Saint-Thomas et Sainte-Foy-de-Peyrolières.
|              | Bonrepos-sur-Aussonnelle  | Fontenilles |
| Saint-Thomas | Saiguède                  | Saint-Lys   |
|              | Sainte-Foy-de-Peyrolières |             |

### Géologie et relief
La superficie de la commune est de 1 186 hectares ; son altitude varie de 208  à   312 mètres.

### Hydrographie

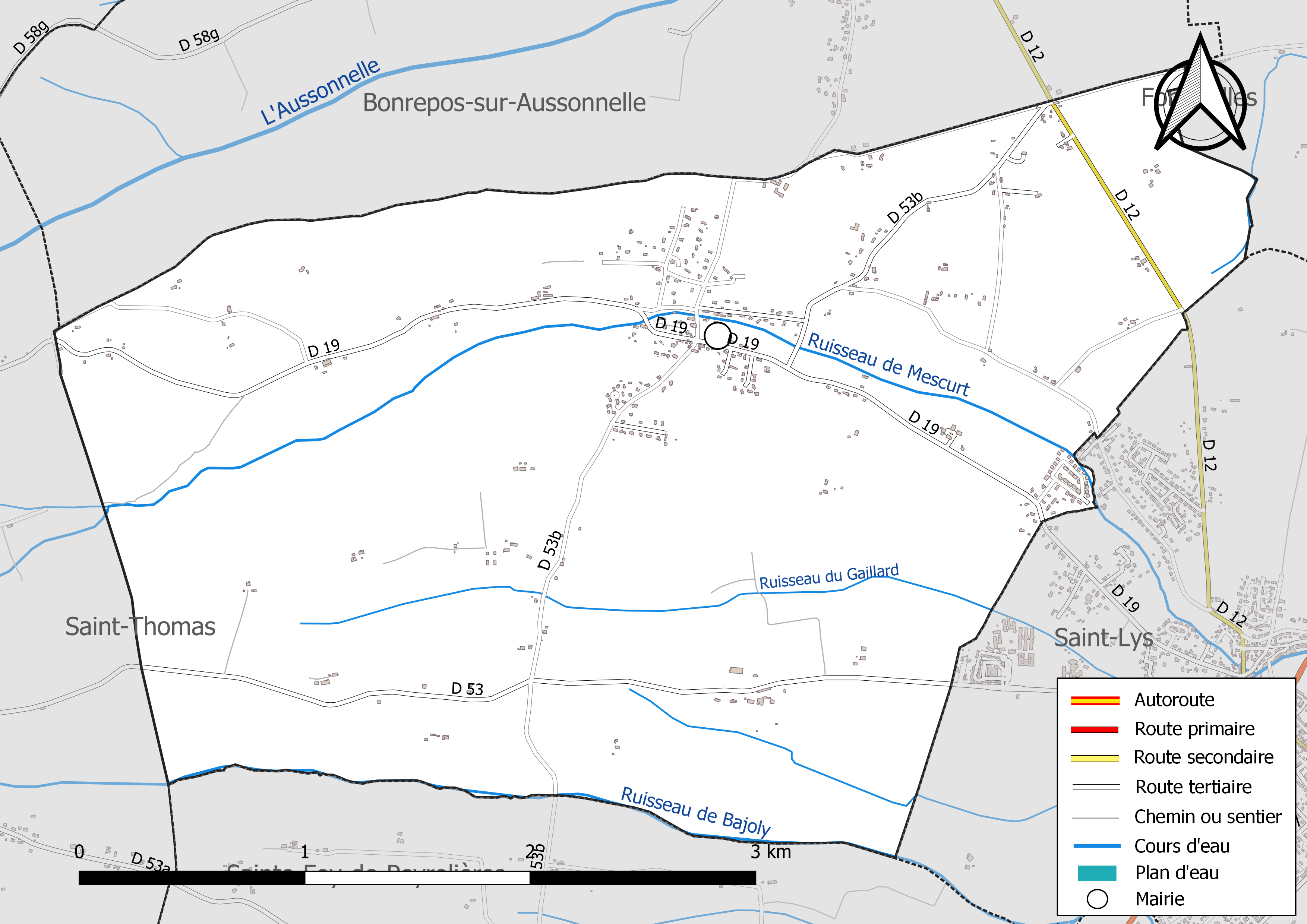
Réseaux hydrographique et routier de Saiguède.

La commune est dans le bassin de la Garonne, au sein du bassin hydrographique Adour-Garonne. Elle est drainée par le ruisseau de Bajoly, le ruisseau de Mescurt, le ruisseau de Bachet, le ruisseau du Gaillard et par deux petits cours d'eau, constituant un réseau hydrographique de 12 km de longueur totale,.

### Climat
Pour des articles plus généraux, voir Climat de l'Occitanie et Climat de la Haute-Garonne.
En 2010, le climat de la commune est de type climat du Bassin du Sud-Ouest, selon une étude s'appuyant sur une série de données couvrant la période 1971-2000. En 2020, Météo-France publie une typologie des climats de la France métropolitaine dans laquelle la commune est exposée à un climat océanique altéré et est dans la région climatique Aquitaine, Gascogne, caractérisée par une pluviométrie abondante au printemps, modérée en automne, un faible ensoleillement au printemps, un été chaud (19,5 °C), des vents faibles, des brouillards fréquents en automne et en hiver et des orages fréquents en été (15 à 20 jours).
Pour la période 1971-2000, la température annuelle moyenne est de 13 °C, avec une amplitude thermique annuelle de 15,5 °C. Le cumul annuel moyen de précipitations est de 740 mm, avec 9,4 jours de précipitations en janvier et 5,8 jours en juillet. Pour la période 1991-2020, la température moyenne annuelle observée sur la station météorologique la plus proche, située sur la commune de Lherm à 13 km à vol d'oiseau, est de 13,6 °C et le cumul annuel moyen de précipitations est de 620,4 mm,. Pour l'avenir, les paramètres climatiques de la commune estimés pour 2050 selon différents scénarios d'émission de gaz à effet de serre sont consultables sur un site dédié publié par Météo-France en novembre 2022.

### Milieux naturels et biodiversité

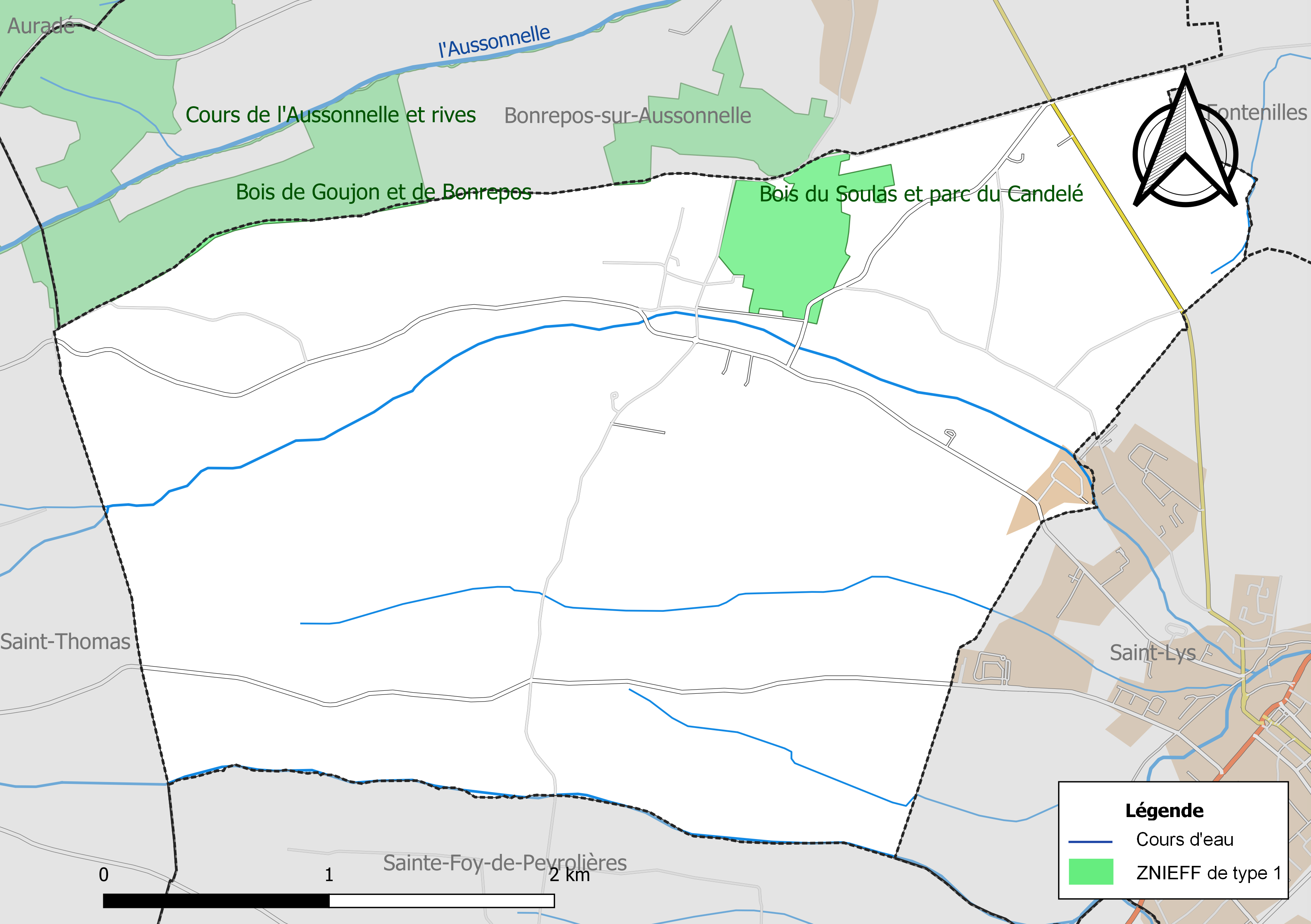
Carte des ZNIEFF de type 1 localisées sur la commune.

L’inventaire des zones naturelles d'intérêt écologique, faunistique et floristique (ZNIEFF) a pour objectif de réaliser une couverture des zones les plus intéressantes sur le plan écologique, essentiellement dans la perspective d’améliorer la connaissance du patrimoine naturel national et de fournir aux différents décideurs un outil d’aide à la prise en compte de l’environnement dans l’aménagement du territoire.
Deux ZNIEFF de type 1 sont recensées sur la commune :
les « bois de Goujon et de Bonrepos » (240 ha), couvrant 4 communes dont trois dans la Haute-Garonne et une dans le Gers et 
les « bois du Soulas et parc du Candelé » (61 ha), couvrant 2 communes du département.

## Urbanisme

### Typologie
Au 1er janvier 2024, Saiguède est catégorisée commune rurale à habitat dispersé, selon la nouvelle grille communale de densité à sept niveaux définie par l'Insee en 2022.
Elle est située hors unité urbaine. Par ailleurs la commune fait partie de l'aire d'attraction de Toulouse, dont elle est une commune de la couronne,. Cette aire, qui regroupe 527 communes, est catégorisée dans les aires de 700 000 habitants ou plus (hors Paris),.

### Occupation des sols
L'occupation des sols de la commune, telle qu'elle ressort de la base de données européenne d’occupation biophysique des sols Corine Land Cover (CLC), est marquée par l'importance des territoires agricoles (79,7 % en 2018), en diminution par rapport à 1990 (84,2 %). La répartition détaillée en 2018 est la suivante : 
terres arables (55,5 %), zones agricoles hétérogènes (24,2 %), forêts (15,7 %), zones urbanisées (4,7 %). L'évolution de l’occupation des sols de la commune et de ses infrastructures peut être observée sur les différentes représentations cartographiques du territoire : la carte de Cassini (XVIIIe siècle), la carte d'état-major (1820-1866) et les cartes ou photos aériennes de l'IGN pour la période actuelle (1950 à aujourd'hui).

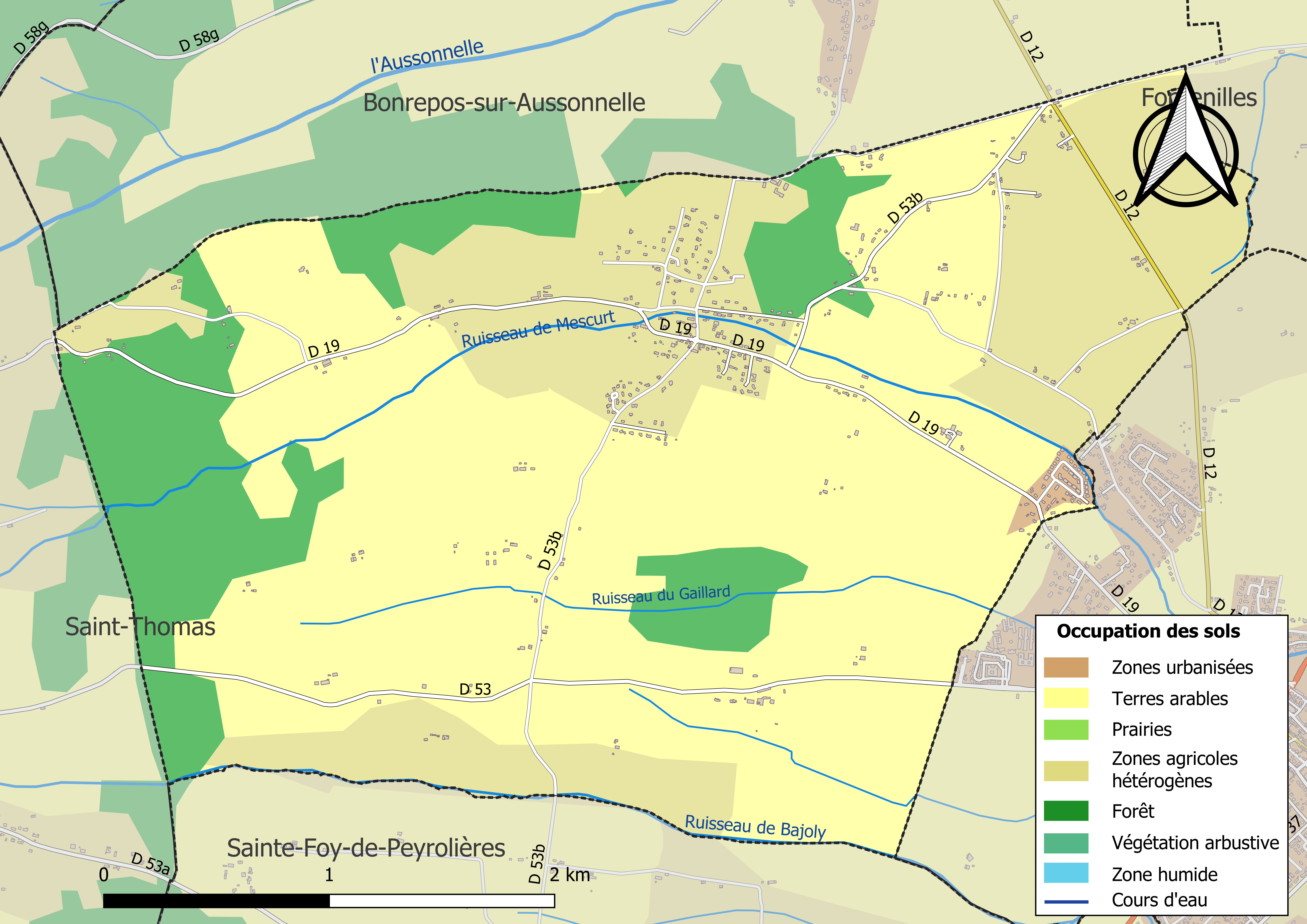
Carte des infrastructures et de l'occupation des sols de la commune en 2018 (CLC).

### Hameaux et lieux-dits
Le hameau de La Couronne en limite de Saint-Lys, dépend de la commune.

### Voies de communication et transports
La ligne 343 du réseau Arc-en-Ciel relie la commune à la gare routière de Toulouse depuis Sabonnères.

### Risques majeurs
Le territoire de la commune de Saiguède est vulnérable à différents aléas naturels : météorologiques (tempête, orage, neige, grand froid, canicule ou sécheresse) et séisme (sismicité très faible). Un site publié par le BRGM permet d'évaluer simplement et rapidement les risques d'un bien localisé soit par son adresse soit par le numéro de sa parcelle.

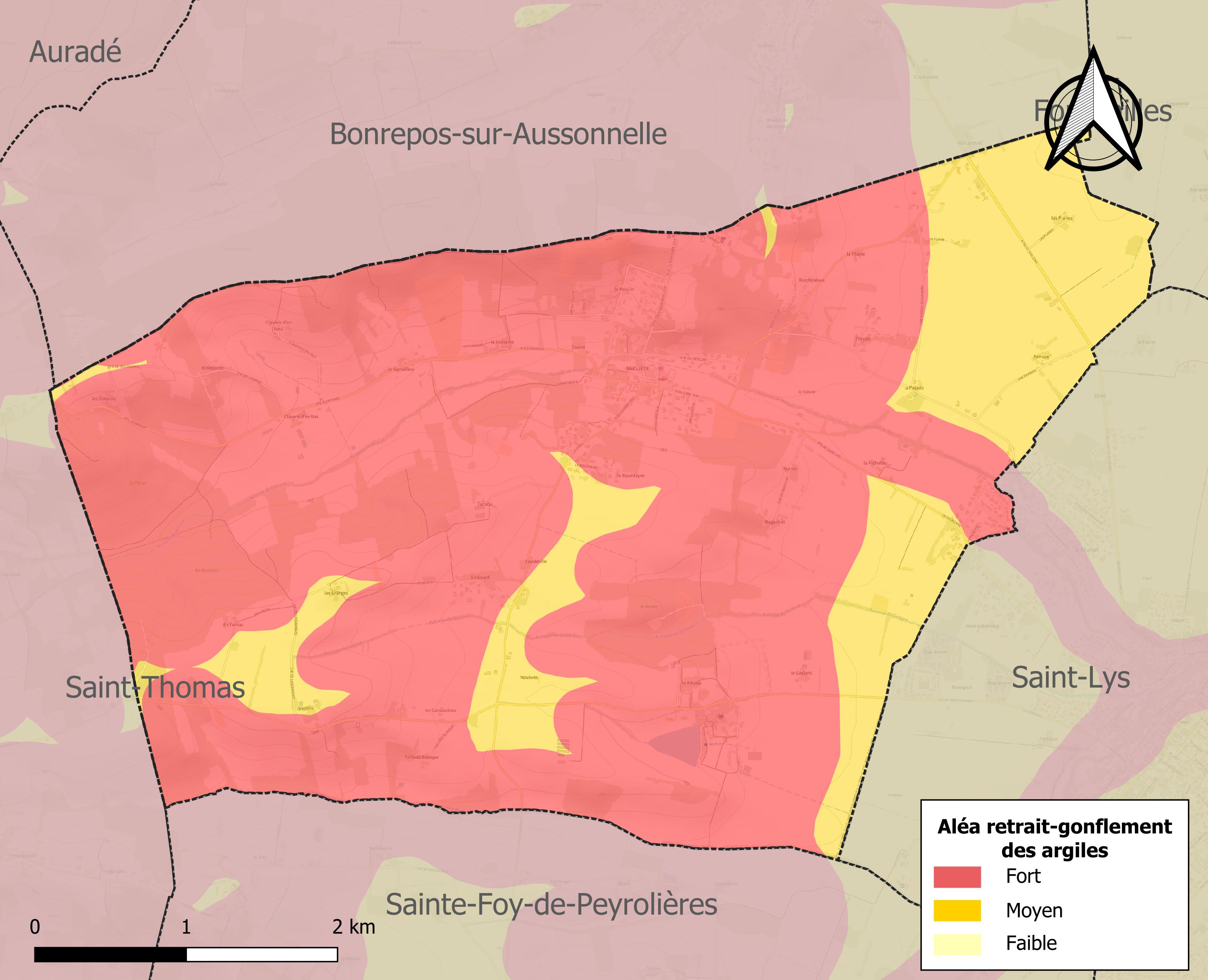
Carte des zones d'aléa retrait-gonflement des sols argileux de Saiguède.

Le retrait-gonflement des sols argileux est susceptible d'engendrer des dommages importants aux bâtiments en cas d’alternance de périodes de sécheresse et de pluie. La totalité de la commune est en aléa moyen ou fort (88,8 % au niveau départemental et 48,5 % au niveau national). Sur les 314 bâtiments dénombrés sur la commune en 2019, 314 sont en aléa moyen ou fort, soit 100 %, à comparer aux 98 % au niveau départemental et 54 % au niveau national. Une cartographie de l'exposition du territoire national au retrait gonflement des sols argileux est disponible sur le site du BRGM,.
Par ailleurs, afin de mieux appréhender le risque d’affaissement de terrain, l'inventaire national des cavités souterraines permet de localiser celles situées sur la commune.
Concernant les mouvements de terrains, la commune a été reconnue en état de catastrophe naturelle au titre des dommages causés par la sécheresse en 1989, 1999, 2003, 2006, 2011 et 2017 et par des mouvements de terrain en 1999.

## Toponymie
Le nom est à rapprocher de l'occitan saügueda, plantation de sureau saüc du latin populaire sabucu* (sa(m)bucus).

## Histoire
Dépendant du comté puis des États du Comminges de 1130 à 1789, le village aurait été créé, selon la légende, par des colons basques ou espagnols. Il s'agit en tout cas d'une communauté médiévale de type « sauveté », à laquelle le seigneur Laroche de Fontenilles accorde des coutumes en 1283.

### Seconde Guerre mondiale (1939-1945)
Le 12 juin 1944, vers la fin de la seconde Guerre mondiale, des unités de la IIe panzerdivision SS « Das Reich » tuent neuf maquisards et exécutent douze civils à Saint-Lys, Bonrepos-sur-Aussonnelle et Saiguède[réf. souhaitée]. Des odonymes locaux rappellent cet événement (cf. rue du 12-Juin-1944 à Saiguède.)

## Politique et administration

### Administration municipale
Le nombre d'habitants au recensement de 2017 étant compris entre 500 habitants et 1 499 habitants, le nombre de membres du conseil municipal pour l'élection de 2020 est de quinze,.

### Rattachements administratifs et électoraux
Commune faisant partie de la sixième circonscription de la Haute-Garonne, du Muretain Agglo et du canton de Plaisance-du-Touch (avant le redécoupage départemental de 2014, Saiguède faisait partie de l'ex-canton de Saint-Lys) et avant le 1er janvier 2017 à la communauté de communes rurales des Coteaux du Savès et de l'Aussonnelle.

## Démographie
L'évolution du nombre d'habitants est connue à travers les recensements de la population effectués dans la commune depuis 1793. Pour les communes de moins de 10 000 habitants, une enquête de recensement portant sur toute la population est réalisée tous les cinq ans, les populations de référence des années intermédiaires étant quant à elles estimées par interpolation ou extrapolation. Pour la commune, le premier recensement exhaustif entrant dans le cadre du nouveau dispositif a été réalisé en 2006.

En 2022, la commune comptait 798 habitants, en évolution de +1,79 % par rapport à 2016 (Haute-Garonne : +8,02 %, France hors Mayotte : +2,11 %).
| 1793 | 1800 | 1806 | 1821 | 1831 | 1836 | 1841 | 1846 | 1851 |
| ---- | ---- | ---- | ---- | ---- | ---- | ---- | ---- | ---- |
| 236  | 231  | 237  | 312  | 304  | 326  | 314  | 337  | 355  |

| 1856 | 1861 | 1866 | 1872 | 1876 | 1881 | 1886 | 1891 | 1896 |
| ---- | ---- | ---- | ---- | ---- | ---- | ---- | ---- | ---- |
| 345  | 323  | 369  | 333  | 350  | 330  | 335  | 308  | 311  |

| 1901 | 1906 | 1911 | 1921 | 1926 | 1931 | 1936 | 1946 | 1954 |
| ---- | ---- | ---- | ---- | ---- | ---- | ---- | ---- | ---- |
| 240  | 257  | 243  | 242  | 222  | 243  | 213  | 212  | 219  |

| 1962 | 1968 | 1975 | 1982 | 1990 | 1999 | 2006 | 2011 | 2016 |
| ---- | ---- | ---- | ---- | ---- | ---- | ---- | ---- | ---- |
| 208  | 193  | 204  | 361  | 445  | 524  | 675  | 768  | 784  |

| 2021 | 2022 | - | - | - | - | - | - | - |
| ---- | ---- | - | - | - | - | - | - | - |
| 803  | 798  | - | - | - | - | - | - | - |

| selon la population municipale des années : | 1968 | 1975 | 1982 | 1990 | 1999 | 2006 | 2009 | 2013 |
| Rang de la commune dans le département      | 243  | 294  | 217  | 208  | 206  | 194  | 194  | 190  |
| Nombre de communes du département           | 592  | 582  | 586  | 588  | 588  | 588  | 589  | 589  |

## Économie

### Revenus
En 2018  (données Insee publiées en septembre 2021), la commune compte 292 ménages fiscaux, regroupant 805 personnes. La médiane du revenu disponible par unité de consommation est de 25 980 € (23 140 € dans le département).

### Emploi
|                | 2008  | 2013  | 2018  |
| -------------- | ----- | ----- | ----- |
| Commune        | 5,7 % | 3,6 % | 8,7 % |
| Département    | 7,7 % | 9,6 % | 9,3 % |
| France entière | 8,3 % | 10 %  | 10 %  |

En 2018, la population âgée de 15 à 64 ans s'élève à 497 personnes, parmi lesquelles on compte 80,2 % d'actifs (71,5 % ayant un emploi et 8,7 % de chômeurs) et 19,8 % d'inactifs,. Depuis 2008, le taux de chômage communal (au sens du recensement) des 15-64 ans est inférieur à celui de la France et du département.
La commune fait partie de la couronne de l'aire d'attraction de Toulouse, du fait qu'au moins 15 % des actifs travaillent dans le pôle,. Elle compte 89 emplois en 2018, contre 90 en 2013 et 82 en 2008. Le nombre d'actifs ayant un emploi résidant dans la commune est de 361, soit un indicateur de concentration d'emploi de 24,6 % et un taux d'activité parmi les 15 ans ou plus de 64,7 %.
Sur ces 361 actifs de 15 ans ou plus ayant un emploi, 48 travaillent dans la commune, soit 13 % des habitants. Pour se rendre au travail, 89,2 % des habitants utilisent un véhicule personnel ou de fonction à quatre roues, 1,7 % les transports en commun, 3,7 % s'y rendent en deux-roues, à vélo ou à pied et 5,4 % n'ont pas besoin de transport (travail au domicile).

### Activités hors agriculture

#### Secteurs d'activités
48 établissements sont implantés  à Saiguède au 31 décembre 2019. Le tableau ci-dessous en détaille le nombre par secteur d'activité et compare les ratios avec ceux du département,.
| Secteur d'activité                                                                                        | Commune | Commune | Département |
| Secteur d'activité                                                                                        | Nombre  | %       | %           |
| --- | ------- | ------- | ----------- |
| Ensemble                                                                                                  | 48      |         |             |
| Industrie manufacturière, industries extractives et autres                                                | 3       | 6,3 %   | (5,7 %)     |
| Construction                                                                                              | 17      | 35,4 %  | (12 %)      |
| Commerce de gros et de détail, transports, hébergement et restauration                                    | 10      | 20,8 %  | (25,9 %)    |
| Activités immobilières                                                                                    | 2       | 4,2 %   | (4,2 %)     |
| Activités spécialisées, scientifiques et techniques et activités de services administratifs et de soutien | 8       | 16,7 %  | (19,8 %)    |
| Administration publique, enseignement, santé humaine et action sociale                                    | 5       | 10,4 %  | (16,6 %)    |
| Autres activités de services                                                                              | 3       | 6,3 %   | (7,9 %)     |

Le secteur de la construction est prépondérant sur la commune puisqu'il représente 35,4 % du nombre total d'établissements de la commune (17 sur les 48 entreprises implantées  à Saiguède), contre 12 % au niveau départemental.

#### Entreprises et commerces
L'économie de la commune est essentiellement basée sur l'agriculture :
1. Pâturages, céréales, fourrage.
2. Bovins, porcins.
3. Bois.

### Agriculture
La commune est dans les « Coteaux du Gers », une petite région agricole occupant une partie nord-ouest du département de la Haute-Garonne, caractérisée par une succession de coteaux peu accidentés, les surfaces cultivées étant entièrement dévolues aux grandes cultures. En 2020, l'orientation technico-économique de l'agriculture  sur la commune est la polyculture et/ou le polyélevage.
|               | 1988 | 2000  | 2010 | 2020 |
| ------------- | ---- | ----- | ---- | ---- |
| Exploitations | 23   | 14    | 13   | 12   |
| SAU (ha)      | 999  | 1 057 | 711  | 656  |

Le nombre d'exploitations agricoles en activité et ayant leur siège dans la commune est passé de 23 lors du recensement agricole de 1988  à 14 en 2000 puis à 13 en 2010 et enfin à 12 en 2020, soit une baisse de 48 % en 32 ans. Le même mouvement est observé à l'échelle du département qui a perdu pendant cette période 57 % de ses exploitations,. La surface agricole utilisée sur la commune a également diminué, passant de 999 ha en 1988 à 656 ha en 2020. Parallèlement la surface agricole utilisée moyenne par exploitation a augmenté, passant de 43 à 55 ha.

## Vie pratique

### Enseignement
Saiguède fait partie de l'académie de Toulouse.
Pour le premier degré d'éducation, Saiguède possède une école maternelle publique et une école primaire publique. L'enseignement secondaire se fait sur les communes de Saint-Lys au collège public « Léo Ferré » ou au collège « Irène Joliot-Curie » de Fontenilles.

### Activités sportives
Centre équestre, chasse, pétanque, randonnée pédestre,

### Écologie et recyclage
La collecte et le traitement des déchets des ménages et des déchets assimilés ainsi que la protection et la mise en valeur de l'environnement se font dans le cadre de la communauté de communes rurales des coteaux du Savès et de l'Aussonnelle.

## Culture locale et patrimoine

### Lieux et monuments
- L'église Sainte-Marie-Magdeleine, classique, avec sa cuve baptismale du XIIIe siècle en plomb.
- La voie romaine.
- Le Candelé.
- Le château de Saiguède.
- Le kiosque, qui a remplacé l'orme au quadricentenaire, mort de la graphiose en 1989.

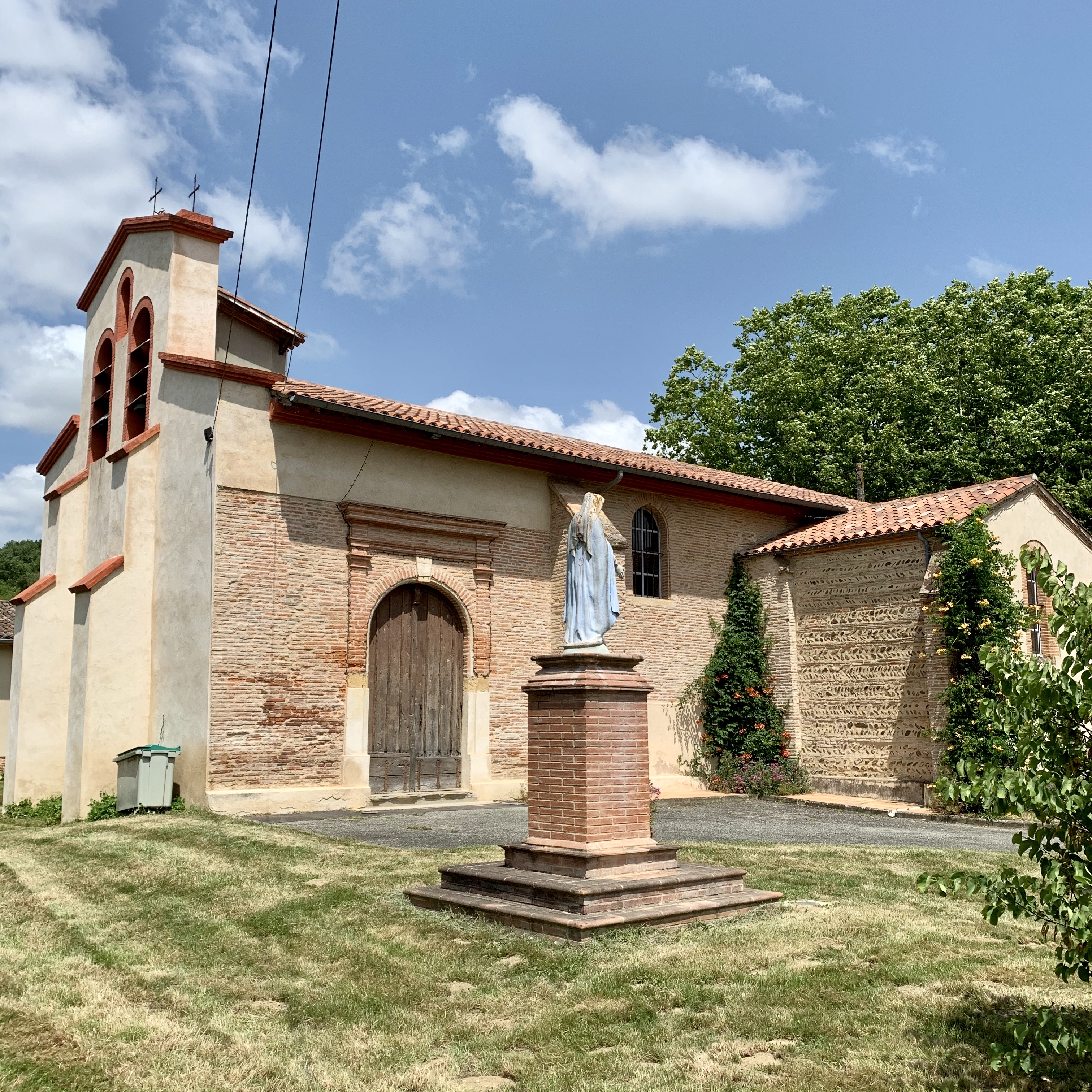
L'église Sainte-Marie-Madeleine.
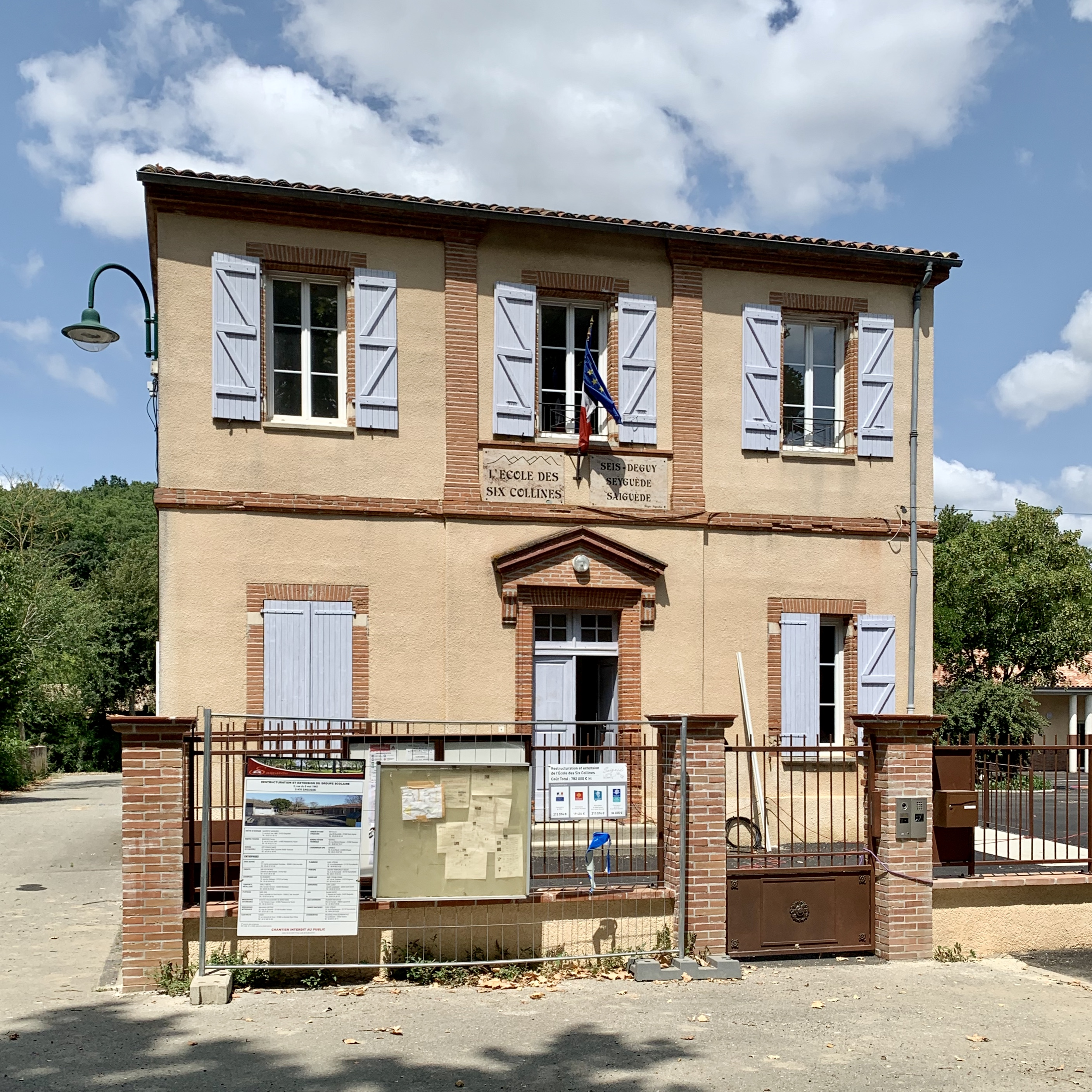
L'école des six collines.

### Personnalités liées à la commune
- Famille Doujat

### Héraldique
| Blason de Saiguède | Blason  | Écartelé d'argent et de gueules ; à une croix cléchée (et pommetée de douze pièces) d'or, remplie de gueules brochant sur la partition ; à une lettre S capitale d'azur brochant sur le tout ; à la filière d'azur. |
| Blason de Saiguède | Détails | Le statut officiel du blason reste à déterminer. |

## Pour approfondir